# Maharero

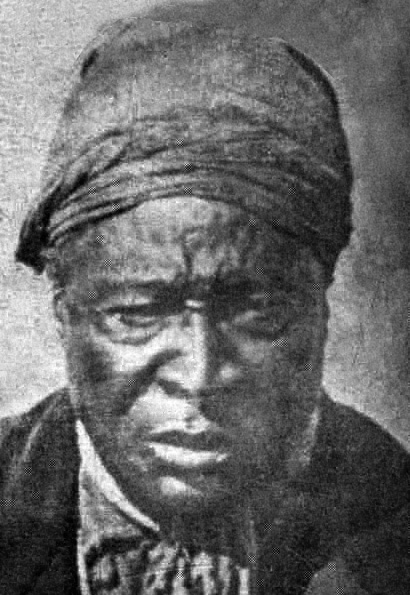

Maharero (ur. ok. 1820, zm. 1890) był najwybitniejszym wodzem plemienia Herero (mieszkającego na terenie dzisiejszej Namibii). Od 1860 prowadził walki (w większości zwycięskie) z ludami Nama i Orlam, które nadchodziły z terenów dzisiejszej Republiki Południowej Afryki i atakowały plemię Herero. W 1884 przyjął protektorat Niemiec. Jego następcą został syn Samuel Maharero.